# Życica lnowa
Życica lnowa (Lolium remotum Schrank) – gatunek rośliny z rodziny wiechlinowatych.

## Rozmieszczenie geograficzne
Jako gatunek rodzimy występuje w Indiach i Pakistanie. Poza tym szeroko rozprzestrzeniony na świecie jako gatunek zawleczony. W Polsce gatunek prawdopodobnie wymarły.

## Morfologia

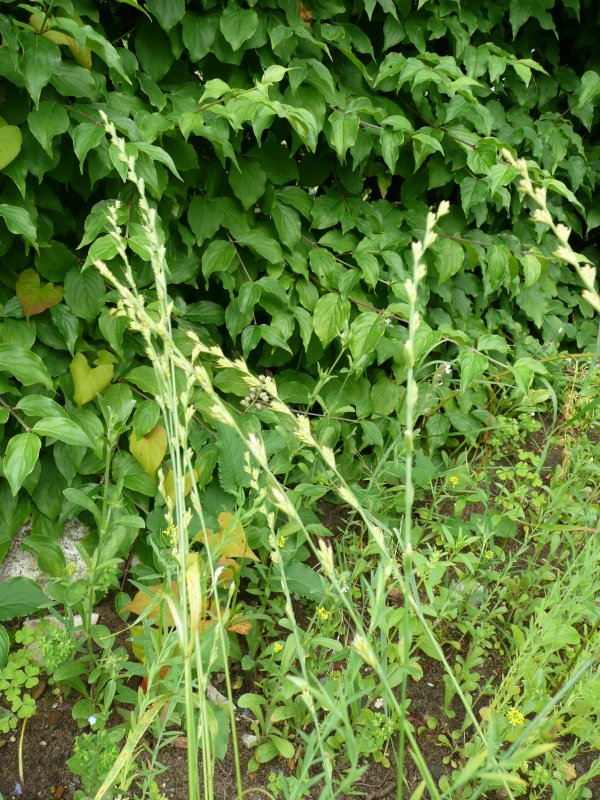
Kwiatostany

ŁodygaŹdźbło.
LiściePochwy liściowe gładkie.
KwiatyZebrane w 4-8-kwiatowe, szerokoeliptyczne kłoski długości do 9 mm, te z kolei zebrane w dwustronny kłos, zwrócone od jego osi grzbietami. Plewa krótsza od kłoska. Plewka dolna bezostna.
OwoceZiarniaki.

## Biologia i ekologia
Roślina jednoroczna. Chwast w uprawach lnu. Kwitnie od czerwca do sierpnia. Gatunek charakterystyczny związku Lolio-Linion i zespołu Spergulo-Lolietum remoti.

## Zagrożenia
Roślina umieszczona na Czerwonej liście roślin i grzybów Polski (2006) w grupie gatunków wymierających, krytycznie zagrożonych (kategoria zagrożenia E). W wydaniu z 2016 roku otrzymała kategorię CR (krytycznie zagrożony).